# کاپریکورن یک
کاپریکورن یک (به انگلیسی: Capricorn One) یک فیلم اکشن و ماجراجویی آمریکایی محصول سال ۱۹۷۷ به کارگردانی و نویسندگی پیتر هیامز است که در این فیلم یک خبرنگار متوجه می‌شود که فرود فرضی مریخ توسط یک مأموریت خدمه به این سیاره از طریق توطئه‌ای که شامل دولت و تحت فشار خود خدمه است جعل شده‌است. الیوت گولد در نقش گزارشگر و جیمز برولین، سم واترستون و او.جی. سیمپسون در نقش فضانوردان بازی می‌کنند. هال هالبروک نقش یک مقام ارشد ناسا را بازی می‌کند که با منافع دولتی و شرکتی همراه است و به جعل مأموریت کمک می‌کند.
در این فیلم تلی ساوالاس هم حضور دارد 
این فیلم ابتدا قرار بود در فوریه ۱۹۷۸ در ایالات متحده اکران شود، اما پیش نمایش خوب و تأخیر در فیلم سوپرمن باعث شد تا به ژوئن منتقل شود. کاپریکورن یک موفق‌ترین فیلم مستقل سال شد.

## خلاصه داستان
این فیلم دربارهٔ سفر به مریخ است. در این فیلم نشان می‌دهد که ناسا، به دروغ ادعا کرده که فضانوردان به مریخ می‌روند اما در واقع به یک استودیو تلویزیونی برده شدند که به مردم دنیا بگویند که به مریخ رفتیم.

## بازیگران
- الیوت گولد
- جیمز برولین
- برندا واکارو
- سم واترستون
- او.جی. سیمپسون
- هال هالبروک
- دیوید هادلستون
- دیوید دویل

## تولید
فیلمبرداری در ژانویه ۱۹۷۷ آغاز شد. مکان‌های فیلمبرداری شامل فیلم‌های مرکز سینما در استودیو سیتی، لس آنجلس و پارک ایالتی رد راک کانیون بود.

## بازخوردها
بر اساس ۲۳ بررسی، با میانگین امتیاز ۶.۲ از ۱۰، در راتن تومیتوز دارای ۶۵ درصد تاییدیه است. در اجماع این سایت آمده است: «رشته‌ای از توطئه‌های مشکوک داستان آن را تهدید می‌کند، اما این فیلم موفق می‌شود یک نخ توطئه سرگرم‌کننده و بدبینانه را باز کند.
کوین توماس از لس آنجلس تایمز فکر می‌کرد که شروع فیلم بهترین بخش است، و آنچه در ادامه می‌آید «به‌شدت ناهموار است، بین چیزهای جدی و احمقانه منحرف می‌شود، و به احتمال زیاد فقط کمترین نیاز را خشنود می‌کند». گری آرنولد از واشینگتن پست نوشت: «این فیلم به سریال‌های ماجراجویی قدیمی بازمی‌گردد، اما هایمز از راه دور به اندازه کافی هوش یا تکنیک برای دستیابی به سبکی تازه از فرمول‌های قدیمی ندارد».